# Карен Морли
Карен Морли (англ. Karen Morley, урождённая Милдред Линтон (англ. Mildred Linton), 12 декабря 1909, Оттамуа, Айова — 8 марта 2003, Вудленд-Хиллз, Калифорния) — американская актриса.

## Биография
Будущая актриса родилась и выросла в Айове. В 13 лет она переехала в Лос-Анджелес, где сперва окончила Голливудскую среднюю школу, а затем и Калифорнийский университет. Свою актёрскую карьеру она начала с театра с Пасадине, где её заметил голливудский режиссёр Кларенс Браун, искавший тогда дублера для Греты Гарбо. С этого момента и началась карьера Карен Морли в кино. После подписания контракта с «MGM» последовали её роли в фильмах «Мата Хари» (1931), «Лицо со шрамом» (1932), «Маска Фу Манчу» (1932) и «Арсен Люпен» (1933).
После того как в 1934 году актриса покинула студию, её роли на большом экране стали менее частыми. Последней заметной картиной с участием Морли стала очередная экранизация романа Джейн Остин «Гордость и предубеждение» в 1940 году. Её карьера окончательно рухнула в конце 1940-х, когда актриса была вызвана на допрос в Комиссию по расследованию антиамериканской деятельности, отказавшись при этом давать какие-либо комментарии о своей причастности к Коммунистической партии США, и угодив после этого в «Чёрный список Голливуда». В 1954 году выдвигалась левой Американской лейбористской партией в заместители губернатора штата Нью-Йорк.
В дальнейшем Карен Морли вернулась к своей актёрской карьере лишь в середине 1970-х годов, сыграв несколько небольших ролей на телевидении. В 1999 году она дала интервью, а также приняла участие в фотосессии для журнала «Vanity Fair», посвященному здравствующим на тот момент звёздам из голливудского чёрного списка.
Актриса дважды была замужем. От первого супруга, режиссёра Чарльза Видора, брак с которым продлился с 1932 по 1943 год, она родила сына Майкла. Сразу же после развода она вышла замуж за актёра Ллойда Гофа, с которым прожила вместе до его смерти в 1984 году. Поздние годы своей жизни Карен Морли провела в Санта-Монике, штат Калифорния. Актриса скончалась в марте 2003 года от пневмонии в возрасте 93 лет.

## Фильмография
- 1931 — Грех Мадлон Клоде / The Sin of Madelon Claudet — Элис
- 1931 — Мата Хари / Mata Hari — Карлотта
- 1931 — Вдохновение / Inspiration — Лиана Латур
- 1931 — Политика / Politics — Миртл Бёрнс
- 1932 — Лицо со шрамом / Scarface — Поппи
- 1932 — Арсен Люпен / Arsène Lupin — Соня
- 1932 — Призрак Крествуда / The Phantom of Crestwood — Дженни Рен
- 1932 — Маска Фу Манчу / The Mask of Fu Manchu — Шейла
- 1932 — Плоть / Flesh — Лора
- 1933 — Обед в восемь / Dinner at Eight — миссис Люси Тэлбот
- 1934 — Хлеб наш насущный / Our Daily Bread — Мэри Симс
- 1934 — Преступный доктор / The Crime Doctor — Андра
- 1935 — Маленький друг / The Littlest Rebel — Эвелин Аллен
- 1935 — Чёрная ярость / Black Fury — Анна Новак
- 1936 — Любимый враг / Beloved Enemy — Кэтлин О’Брайен
- 1937 — Изгой / Outcast — Маргарет Стивенс
- 1937 — Последний поезд из Мадрида / The Last Train from Madrid — баронесса Элен Рафитт
- 1940 — Гордость и предубеждение / Pride and Prejudice — миссис Коллинс
- 1945 — Ревность / Jealousy — доктор Моника Андерсон
- 1946 — Неизвестный / The Unknown — Рейчел Мартин
- 1947 — Подставленный / Framed — Бет
- 1947 — Тринадцатый час / The Thirteenth Hour — Эйлин Блер
- 1949 — Самсон и Далила / Samson and Delilah
- 1951 — М / М — миссис Костер